# Second temple de Jérusalem
Pour un article plus général, voir Temple de Jérusalem.
Le Second temple de Jérusalem est le temple reconstruit à Jérusalem sur les fondations du Premier Temple, connu sous le nom de « temple de Salomon », qui avait été détruit et pillé en 586 av. J.-C., à l'issue du siège de Jérusalem par l'armée babylonienne. La construction du Second Temple commence après le retour de captivité des Judéens de Babylone à l'époque perse sous le gouverneur Zorobabel. Le temple est restauré et agrandi sous Hérode Ier le Grand, à partir de 19 av. J.-C. En raison de l'expansion massive du lieu de culte par Hérode, cette construction est quelquefois appelée temple d'Hérode.
Le Second Temple est le centre culturel et spirituel du judaïsme pendant la période du Second Temple (de -516 à +70). Il s'y déroule les sacrifices rituels quotidiens, les korbanot, et les grands rassemblements de pèlerins juifs lors des trois fêtes de pèlerinage (Pâque, Chavouot, Souccot). Le Second Temple est détruit en l'an 70 par les Romains au terme de la première guerre judéo-romaine. Selon la tradition juive, les deux temples auraient été détruits à la même date, le 9 av selon le calendrier hébraïque. Le mur de soutènement de l’esplanade du Temple existe toujours de nos jours : le « mur des Lamentations » en est une section.

## Histoire

### Reconstruction sous Zorobabel

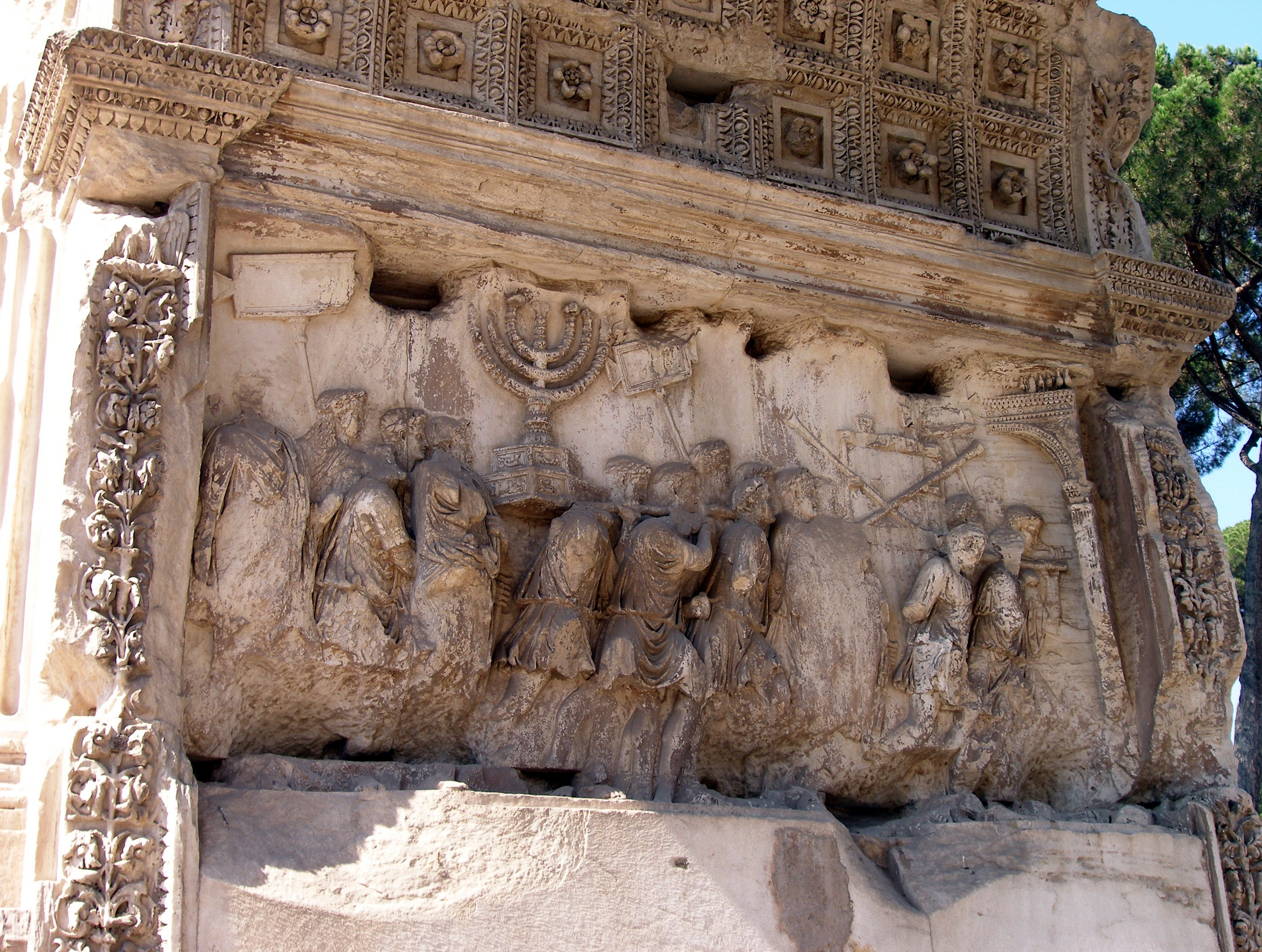
Arc de triomphe de Titus (Rome). Prisonniers juifs portant la Menorah et les trompettes du temple de Jérusalem.

Les seules informations concernant la reconstruction du temple sous Zorobabel proviennent de la Bible hébraïque qui insiste sur les difficultés de cette reconstruction. Après le retour de captivité, sous la houlette de Zorobabel, petit-fils de Joaquin, nommé gouverneur de Judée, et du grand prêtre Josué, des arrangements sont quasi immédiatement pris pour relever et rendre sa grandeur au royaume de Juda, dévasté et abandonné 70 ans plus tôt. Les pèlerins, au nombre de 42 360 y compris des enfants, viennent de parcourir un long voyage éprouvant de quatre mois, depuis les rives de l'Euphrate jusqu'à Jérusalem. La ferveur religieuse qui les anime leur commande de restaurer le lieu de culte, en reconstruisant le Temple détruit (le Premier Temple) et en réinstituant le rituel des sacrifices (korban). À l'instigation de Zorobabel, qui se déleste personnellement de 1 000 dariques d'or (entre autres présents), le peuple offre promptement ses biens afin de remplir le trésor sacré (Ezra 2). Ils érigent l'autel de Dieu à son ancien emplacement précis, et débarrassent le site du Premier Temple des débris. Au second mois de la seconde année (535 av. J.-C.), les fondations du Second Temple sont posées, au milieu de grandes manifestations de joie (conformément aux Psaumes 116; 117; 118). Ce mouvement est suivi avec grand intérêt, bien qu'avec des réactions variables, par la population non exilée de Judée (Aggée 2:3; Zacharie 4:10). Entre-temps, le gouvernement perse rappelle Zorobabel, son gouverneur, dont l'ascendance davidique avait suscité des espoirs messianiques considérables.
Les Samaritains offrent leur coopération au projet de reconstruction, mais ils essuient un refus formel de la part de Zorobabel, Josué et des Anciens, estimant que la Judée doit reconstruire son Temple sans aide. Des rumeurs malveillantes envers les Juifs se répandent immédiatement. D'après Ezra 4:5, les Samaritains cherchèrent à « frustrer leur but, » envoyant des messages à Ecbatane et à Suse, ce qui eut pour effet de suspendre les travaux.
Sept ans après ces faits, Cyrus le Grand, qui avait ordonné la reconstruction du Temple, meurt (2 Chroniques 36: 22-23). Son fils Cambyse II lui succède. À la mort de ce dernier, le « faux Smerdis », un imposteur, usurpe le trône pour sept à huit mois, avant d'être écarté par Darius Ier (intronisé en 522 av. J.C.). Les Samaritains demandèrent la cessation de la construction du temple de Jérusalem sous Xerxès I (Esdras 4:6-16). Les travaux de construction du temple de Jérusalem ont cessé sous Artaxerxès I (Esdras 4:23) et ont repris en -421 sous Darius II (Esdras 4:24). La construction du deuxième Temple est terminée la sixième année du règne de Darius II, en -417 (Esdras 6:15). Les commentateurs de la fin de la construction du deuxième Temple en -516 confondent Darius I avec Darius II. Ce ne peut pas être Darius I car il est mentionné que le Temple a été terminé après Artaxerxès I ; Darius I a vécu avant Artaxerxès I, Darius II après. Il a donc fallu 121 ans pour construire le Deuxième Temple de Jérusalem.
Le livre d'Aggée comporte une prédiction (2:9) que la gloire du Second Temple surpasserait celle du Premier. Toutefois, certains commentateurs, comme Abravanel, estiment que ce Temple n'était qu'une pâle copie de l'ancien, l'une des vicissitudes de l'exil, lequel dure selon lui depuis la destruction du Temple de Salomon.

### Différences entre les deux Temples
Des éléments essentiels décrits dans le premier Temple ne purent être remplacés : l'Arche d'alliance, les Ourim et Thoummim, l'huile sainte, le feu sacré, les Tables de la Loi, le pot de manne, et le bâton d'Aaron. Toutefois, la plupart des récipients en or qui avaient appartenu au premier Temple et avaient été emportés à Babylone ont été rendus par Cyrus (Ezra 1:7-11).
Comme dans le Tabernacle, il n'y avait dans le Second Temple qu'une seule Menorah pour le lieu saint, une table de pain de présentation et l'autel d'encens avec ses encensoirs d'or.

### Époque hellénistique
Après la conquête de la Judée par les Macédoniens, Jérusalem passe sous la domination lagide puis séleucide. Au début du IIe siècle av. J.-C., le grand prêtre Simon entreprend d'importants travaux de rénovation du Temple (Siracide 50), sans doute dans le cadre d'une fortification de la ville alors que la région est soumise à une guerre entre les Lagides et les Séleucides.
En 167 av. J.-C., le roi séleucide Antiochus IV impose la dédicace d'un autel dédié à Zeus dans le Temple, ce qui est sacrilège pour le culte juif. Au cours de la révolte des Maccabées, le temple est rendu au culte juif, ce que commémore la fête de Hanoucca. La chronologie réelle de ces événements est incertaine. Selon le premier livre des Maccabées, Antiochus IV meurt après la dédicace du Temple, alors que selon le second livre des Maccabées, l'ordre des événements est inversé. Antiochus meurt en kislev 148 de l'ère séleucide, c'est-à-dire en novembre/décembre 164 av. J.-C. Selon I Maccabées, la dédicace intervient le 25 kislev 148 de l'ère séleucide. Si cette date est comprise selon l'ère séleucide de Mésopotamie, comme c'est le cas habituellement, la dédicace intervient en décembre 164 av. J.-C., c'est-à-dire au moment de la mort d'Antiochus, voire quelques semaines après, compte tenu des différences possibles d'introduction des mois intercalaires entre le calendrier juif et le calendrier babylonien. Dans ce cas, la séquence de II Maccabées est la bonne. En revanche, si la datation de I Maccabées suit l'ère séleucide d'Antioche, la dédicace intervient un an plus tôt, en décembre 165 av. J.-C., conformément à la chronologie de I Maccabées.
Pendant la brève restauration de l'indépendance de la Judée sous la conduite des Hasmonéens, le Temple subit quelques aménagements mineurs (I Maccabées 9:54). Ces travaux s'inscrivent à nouveau dans le cadre d'une fortification du site. En 63 av. J.-C., le consul romain Pompée s'empare de Jérusalem à la faveur de la guerre civile entre Aristobule II et son frère, le grand prêtre Hyrcan II. Selon une notice rapportée par Flavius Josèphe au nom d'Hécatée d'Abdère, le temple se distingue alors par son absence de statue et par la présence d'une lampe qui brûle jour et nuit. Les nombreux sacrifices pratiqués dans le Temple nécessitaient une grande quantité d'eau : la Lettre d'Aristée insiste sur la complexité des installations de collecte et de stockage de l'eau, ainsi que sur l'ingéniosité des systèmes d'évacuation du sang des animaux sacrifiés.
Selon Flavius Josèphe, le triumvir romain Crassus pille Jérusalem vers 54 av. J.-C., prenant tout ce qu'il y a de valeur dans le Temple de Jérusalem.

### Époque hérodienne

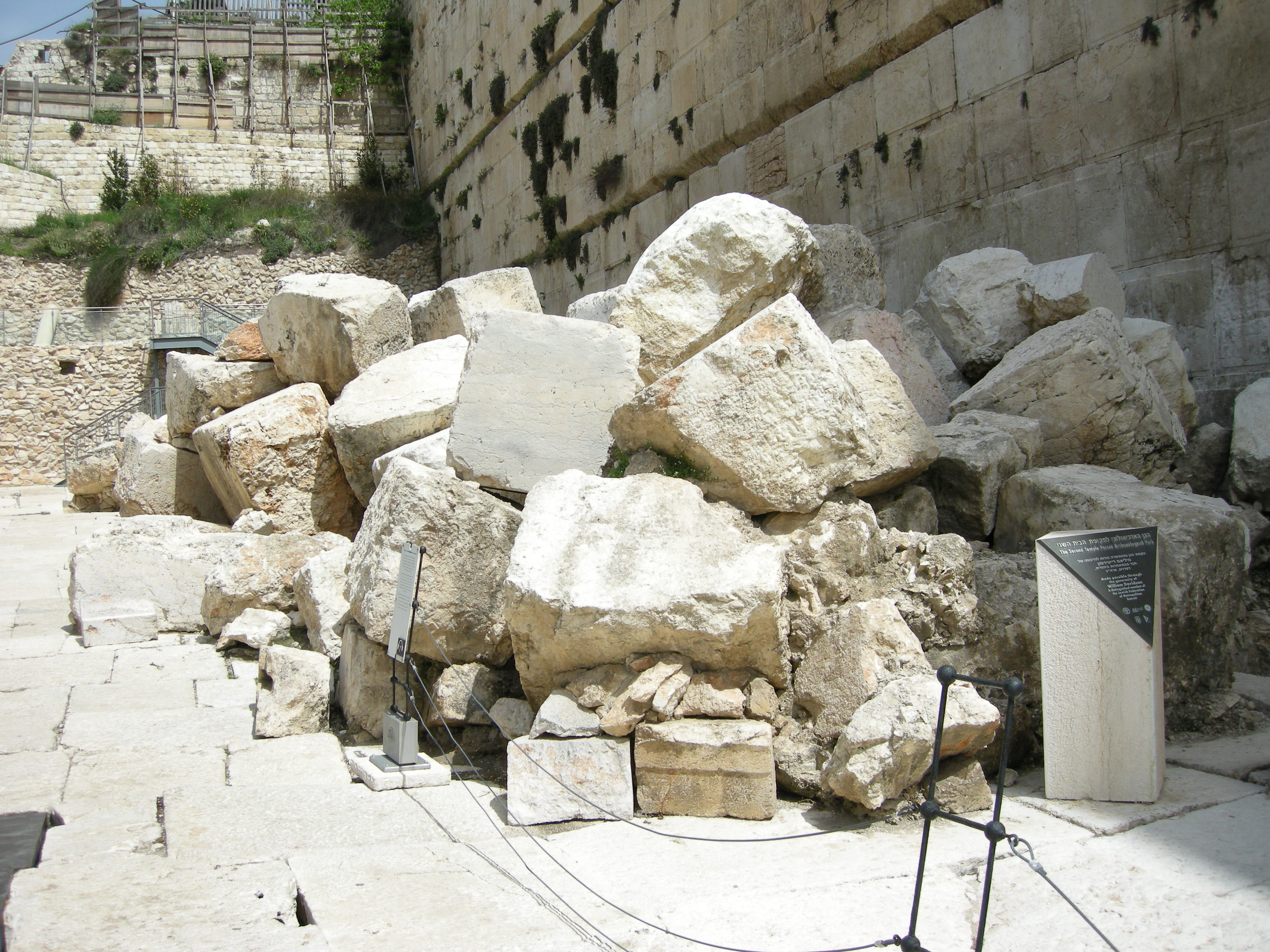
Le mur de soutènement ouest du mont du Temple et le pavement défoncé par la chute des pierres lors de la destruction du Temple.

Vers l'an 19 av. J.-C., Hérode le Grand entreprit une rénovation et expansion massive du deuxième Temple. Le monument en résultant est quelquefois appelé le Temple d'Hérode - à ne pas confondre avec le Troisième Temple.

### Destruction

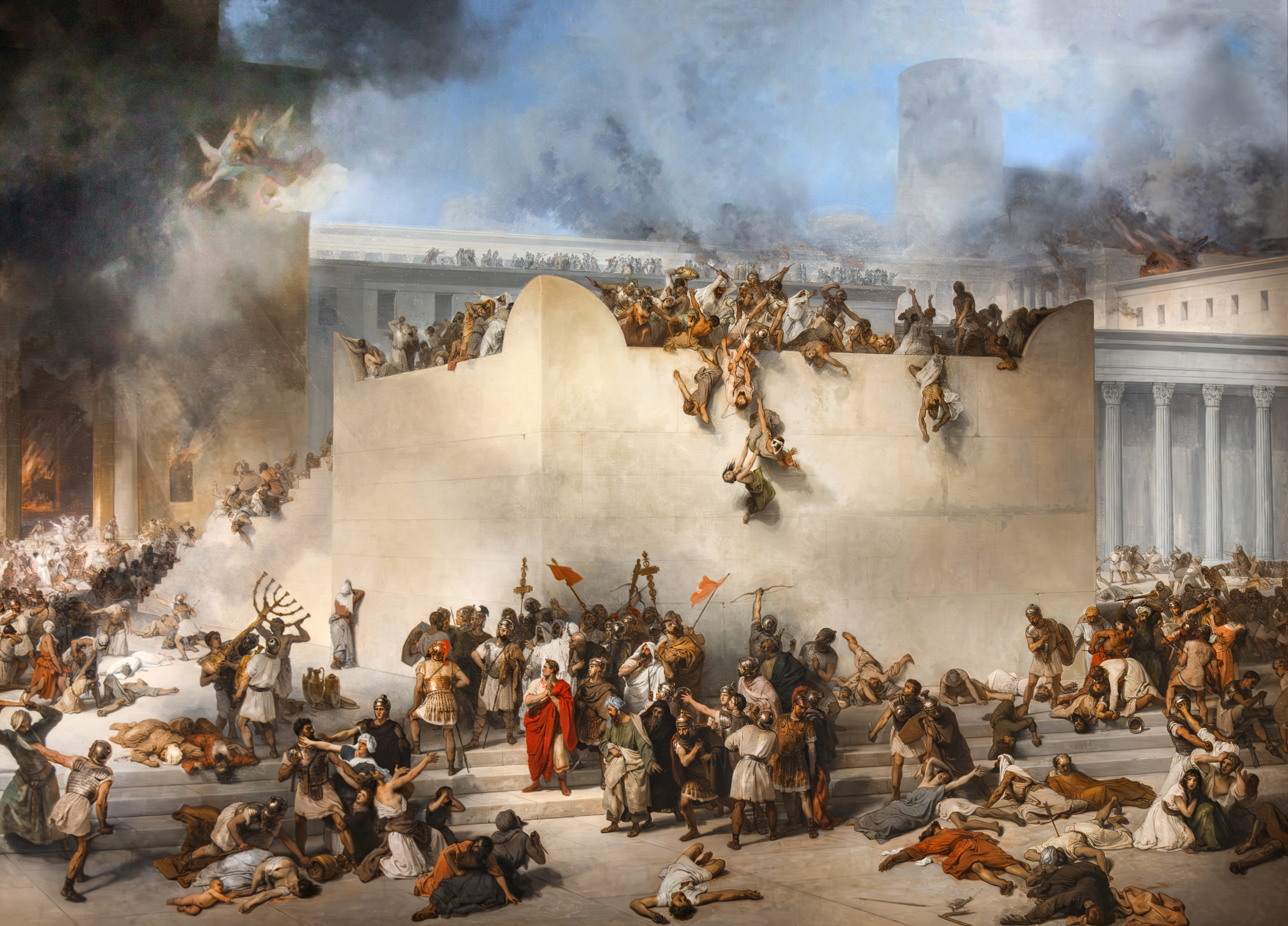
La destruction du Second Temple, vue par Francesco Hayez.

En 66, la population juive se rebelle contre l'Empire romain. Quatre ans plus tard, en 70, les légions romaines menées par Titus reconquièrent et détruisent Jérusalem, y compris le Second Temple. Cet évènement particulièrement douloureux dans l'histoire des Juifs est commémoré chaque année le 9 av.
Flavius Josèphe affirme que Titus fait détruire le temple peu avant la Pâque, pour punir le crime de la Juive Marie de Bathéchor, qui, n'ayant plus de nourriture, avait tué et mangé son fils qu'elle allaitait.
Le mur de soutènement du Temple, dont une partie est connue comme le mur des Lamentations, aux énormes pierres est toujours debout,. Il a aussi été découvert deux inscriptions grecques qui interdisaient l'accès du Temple aux étrangers.

## Organisation et culte

### Sources
Les traités de la Mishna contiennent de nombreux détails sur l'architecture et le déroulement du culte dans le Temple. L'ordre Kodashim offre notamment une description des différents éléments du culte. On trouve aussi des détails dans les livres des Chroniques, dans les livres des Maccabées et dans les écrits de Philon d'Alexandrie et de Flavius Josèphe. Le culte tel qu’il était pratiqué au IIe siècle av. J.-C. est décrit dans la lettre d'Aristée et dans le chapitre 50 du Siracide (« l'Ecclésiastique »). Le Nouveau Testament donne des éléments sur le Temple dans sa phase hérodienne. Parmi les Manuscrits de la mer Morte, la description du Temple donnée dans le Rouleau du Temple peut avoir été influencée par le temple hérodien.

### Les prêtres
Le culte du Temple est assuré par les prêtres et les Lévites. Au sein du peuple, les prêtres forment un cercle fermé, une sorte de noblesse juive. L’appartenance à la prêtrise se fonde sur l'hérédité. Pour les prêtres, il est donc très important de pouvoir justifier de son ascendance pour assurer son statut social. Ainsi, Flavius Josèphe, au début de sa « Vie », expose-t-il les détails de sa généalogie. Les prêtres peuvent officier dans le Temple à partir de l'âge de vingt ans. Cet âge de vingt ans se retrouve aussi dans la secte de Qumrân qui, bien que s'étant séparée du culte du Temple de Jérusalem, considère qu'à partir de vingt ans, un homme devient un membre à part entière de la communauté.
Comme les prêtres sont trop nombreux pour participer au culte en même temps, ils officient par rotation. Ils sont divisés en vingt-quatre gardes (en hébreu mishmarot). Cette division se met en place au retour de l'exil, à l'époque d'Esdras et de Néhémie et perdure jusqu'à la destruction du Temple. Ces vingt-quatre gardes descendent des quatre familles sacerdotales rentrées de l'exil au début de l'époque perse (Jedaiah, Immer, Pashhur et Harim). Elles sont listées dans un recensement conservé dans le livre d'Esdras. La division en vingt-quatre existe déjà dans le livre des Chroniques. Elle est aussi attestée dans le Talmud, chez Flavius Josèphe et dans les livres des Maccabées. Ces sources fournissent les noms de quelques-unes de ces gardes : Joiarib, Jedaiah, Bilga, Delaiah. On remarque dans les Chroniques que Joiarib est cité en premier, probablement parce qu'il s'agit de la garde à laquelle se rattachent les souverains hasmonéens. Parmi les manuscrits de la mer Morte, 4QMishamrot précise le noms des gardes officiant dans le Temple selon les semaines de l'année. Même après la destruction du Temple, la liste de ces gardes est encore conservée. On la trouve dans une inscription sur marbre des IIIe / IVe siècle découverte à Césarée et dans une autre inscription fragmentaire découverte à Ashkelon.
Les prêtres vivent non seulement à Jérusalem mais aussi dans les villes et villages de Judée. Ils tirent leurs revenus des offrandes apportées au Temple. Les lois sur les offrandes (korban) prescrites par la Torah leur assurent des revenus importants. Cette situation contribue à consolider le statut et le pouvoir des prêtres pendant la période du Second Temple. La législation du code sacerdotal est d'ailleurs plus favorable aux prêtres que le code deutéronomiste. Elle leur attribue la totalité des offrandes et des sacrifices expiatoires. Les offrandes les plus saintes sont consommées directement dans le sanctuaire et seulement par les prêtres. D'autres peuvent être consommées en dehors du Temple et par l'ensemble de leurs familles.
Après les prêtres proprement dits, les Lévites constituent une sorte de prêtres de second rang. Il existe en effet une distinction entre les prêtres descendants d'Aaron et les autres Lévites. Les Lévites constituaient à l'origine une prêtrise rurale qui s'est progressivement retrouvée rattachée au Temple lors de la centralisation du culte autour du sanctuaire de Jérusalem. Parfois, la prêtrise se limite plus précisément aux fils de Sadoq, c'est-à-dire aux descendants d'Aaron issus de la branche d'Eléazar. Les actions sur l'autel et à l'intérieur du sanctuaire restent réservées aux seuls prêtres mais les Lévites assistent les prêtres et préparent les sacrifices. Cette répartition des tâches figure déjà dans le livre d’Ézéchiel. À côté des Lévites et plus ou moins associés à eux, on trouve les chantres et les gardiens des Portes,.

### Le culte
La tâche principale des prêtres est d'assurer les offrandes quotidiennes (korbanot), notamment le sacrifice appelé tamid, en hébreu עלת התמיד « holocauste perpétuel ». Celui-ci représente le plus important des rites quotidiens pratiqués dans le Temple. Ce sacrifice intervient deux fois par jour, une fois le matin et une fois le soir. Toute interruption de ce rite est considérée comme une catastrophe. Une telle interruption se produisit lors des persécutions mises en œuvre sous Antiochos IV (IIe siècle av. J.-C.). Le livre de Daniel y fait écho. Le tamid est définitivement interrompu le dix-septième jour du mois de tammouz lors du siège de Jérusalem par les Romains en l'an 70.

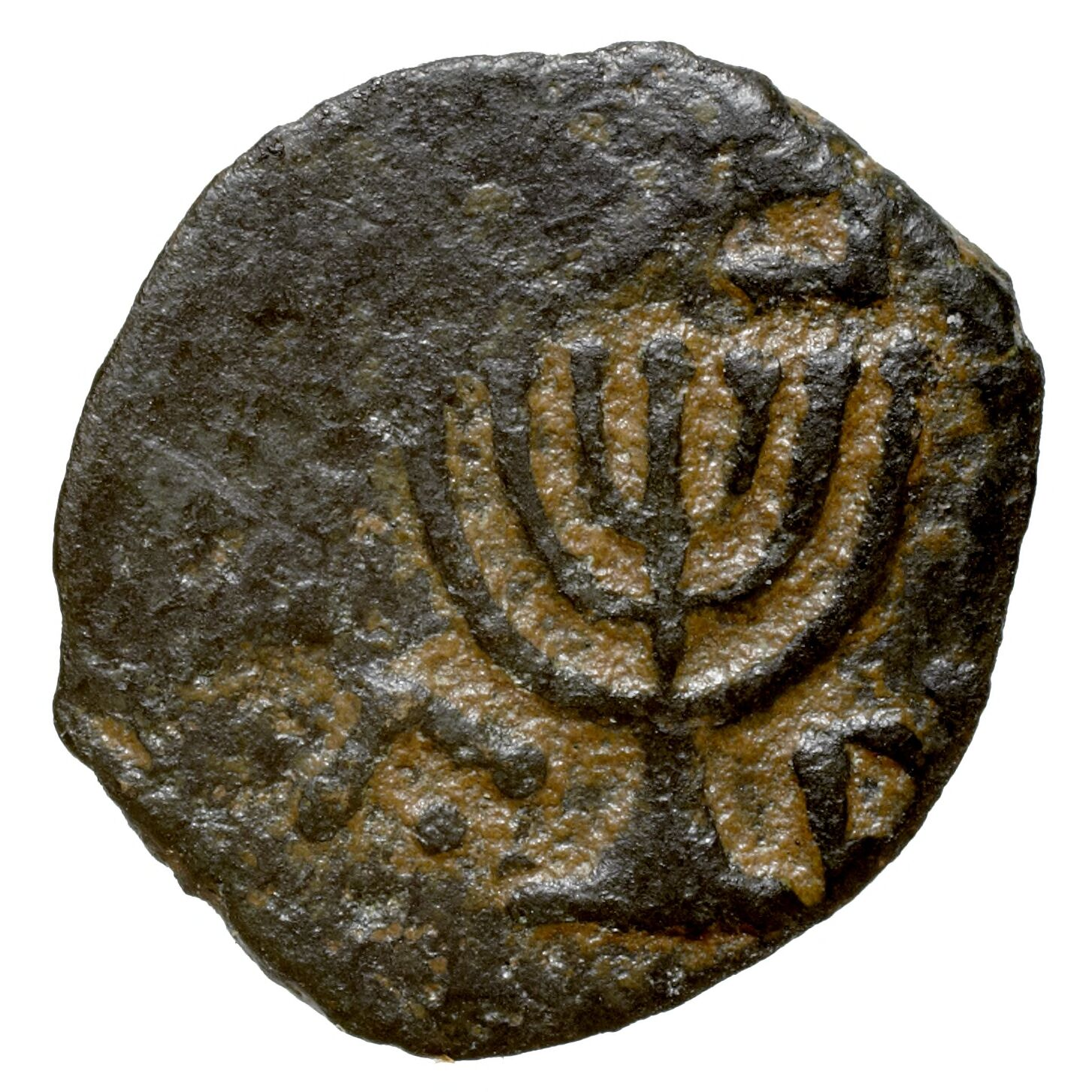
Ménorah frappée sur un prutah (monnaie) sous le roi hasmonéen Antigone II Mattathiah (c. 80 av. J.-C. - 37 av. J.-C.)

Le rituel est composé de trois offrandes offertes par le peuple : l'holocauste d'un agneau d'un an, une offrande végétale de farine mélangée à de l'huile et une libation de vin. Le Grand Prêtre présente en plus de sa part une offrande de farine arrosée d'huile. Contrairement à l'offrande de farine du peuple, l'offrande du Grand Prêtre est cuite et se présente sous la forme de galettes qui seront émiettées. Les autres tâches quotidiennes importantes des prêtres sont l'offrande de l'encens et l'allumage du grand candélabre, la ménorah, qui brûle en permanence dans le Temple. Le culte s’accompagne de chants et de musique. Le Grand Prêtre ne présente pas personnellement les offrandes. Il ne participe au culte que pour le Shabbat et pour les fêtes.
Théoriquement, le tamid a lieu une fois le matin, au lever du soleil, et une fois le soir. Pendant la période du Second Temple, l'offrande du soir intervient en pratique vers trois heures de l'après-midi,. Une description détaillée du déroulement du tamid est fournie dans le traité intitulé « Tamid » de la Mishna.
Pour le culte, les prêtres revêtent des vêtements spéciaux : un pantalon court en lin, une longue tunique fermée par une sorte d'écharpe et un turban. Hormis l'écharpe, tous les vêtements des prêtres sont blancs. Les prêtres ne portent pas de chaussures. Ils vont pieds nus. Ceux qui doivent participer au culte dorment la veille dans le Temple. Au matin, les tâches à accomplir sont réparties entre eux. Le prêtre désigné pour nettoyer l'autel commence par se laver les mains et les pieds dans le bassin situé entre le Temple et l'autel des sacrifices. Il enlève ensuite les cendres de l'autel et y dépose du bois. Pendant ce temps, d'autres prêtres préparent l'offrande de farine cuite au nom du Grand Prêtre. L'agneau à sacrifier est amené sur le lieu de l'abattage situé au nord de l'autel. Des prêtres ouvrent les portes du Temple, y entrent et nettoient l'autel à encens. Ils changent l'huile des bougies de la ménorah. Le matin, une ou plusieurs lampes (trois selon Flavius Josèphe) sont allumées et brûlent toute la journée. Le soir, ce sont les sept lampes qui sont allumées. L'agneau est tué. Son sang est répandu sur l'autel. Il est dépecé, ses entrailles sont nettoyées sur des tables en marbre situées sur le lieu de l'abattage. La carcasse est divisée en six morceaux et chacun des morceaux est donné à un prêtre qui doit l'apporter jusqu’à l'autel. Trois autres prêtres apportent les autres offrandes : l'offrande de farine, l'offrande de farine cuite du Grand Prêtre et le vin. Cinq prêtres entrent dans le Temple. Ils allument l'autel intérieur et y répandent de l'encens.
Le soir, l’offrande d’encens intervient après l’holocauste. En sortant, les prêtres récitent la bénédiction sacerdotale sur le peuple. L'agneau est brûlé sur l'autel, puis on y répand les deux offrandes végétales et le vin. Les Lévites commencent alors à chanter. À chaque pause, des Lévites soufflent dans des trompettes. Le peuple qui s'est rassemblé dans le Temple pour assister aux offrandes se prosterne à chaque retentissement des trompettes. Pour chacun des jours de la semaine, les Lévites chantent un psaume particulier : psaume 24 pour le dimanche, psaume 48 pour le lundi, psaume 82 pour le mardi, psaume 94 pour le mercredi, psaume 81 pour le jeudi, psaume 93 pour le vendredi et psaume 92 pour le shabbat. Les jours associés au psaumes ont été conservés dans la Septante. Dans le texte massorétique, seul le jour du Shabbat est mentionné.

## Dans le christianisme

### Approche de l’École biblique de Jérusalem
Selon l'École biblique de Jérusalem, Jésus en expulsant les marchands du Temple a posé un signe qui prophétisait la destruction de la « demeure » du Très-Haut et sa substitution par le sanctuaire de son corps. Les récits évangéliques de cette expulsion mettent en rapport cette expulsion avec la Passion et la Résurrection de Jésus (Jean 2, 21), Jésus annonçant la fin du culte au Temple, parce que le culte spirituel qui en prend la relève s'inaugure dans son corps glorifié qui sera le véritable Temple.
Jean annonçant dans son prologue que le Verbe a planté sa tente parmi nous (Jean 1, 14), fait allusion au Temple, car, lors de la traversée du désert par le peuple hébreu, Dieu habitait sous une tente qui suivait le peuple dans son exode. Procédant ainsi, Jean veut manifester que le corps de Jésus est le centre du culte en esprit et vérité dont il parla à la Samaritaine (Jean 4, 21-22).
En outre, Jean veut signifier, à l'occasion de la fête des tentes actualisant dans le Temple le miracle de l'eau jaillie du rocher (sukka), que le Christ est le Temple spirituel d'où jaillit la source d'eau vive (Jean 7, 37-38 et Jean 19, 34).
Jésus se déclare consacré ou sanctifié dans sa mission (Jean 10, 36 et 17, 19), dans le contexte de la fête de la dédicace du Temple (Jean 10, 22). Or, l'Ancien Testament parle précisément de la dédicace comme d'une sanctification, celle-ci étant dans l'Ancienne alliance la médiatrice du sacré qu'il faisait passer de la sphère profane à Dieu. C'est pourquoi, lorsque Jésus se présente comme le consacré dans le cadre de la dédicace, il veut signifier qu'il est le nouveau grand prêtre de la Nouvelle alliance, faisant passer le monde de l'état profane à l'état sacré éternel.
Enfin, comme c'est au Temple que l'on offre le Sacrifice, le Temple mime ce qu'éprouva Jésus à l'occasion de la séparation de son âme et de son corps, quand le grand voile du Temple séparant le Saint des Saints se déchira (Matthieu 27, 51).

### Théorie s'appuyant sur le prophète Aggée
De nombreux chrétiens soutiennent que la gloire prédite par le prophète Aggée est spirituelle et non matérielle, en Jésus de Nazareth dont la présence dans le Second Temple ouvrirait une nouvelle ère. Pour d'autres chrétiens, le « Temple », immatériel, serait partout où des disciples de Jésus s'assembleraient en son nom, car le Nouveau Testament affirme que Dieu n'habite pas dans un temple fait de main d'homme (Actes 7.48, confirmant Esaïe 66.1, Ancien testament) et de plus, Jésus parle de son « Corps mystique et eucharistique » comme étant le véritable temple. Pour les chrétiens catholiques, le « Temple », c'est désormais leur Église (encyclique Mediator Dei de Pie XII) et toute personne croyant en Jésus-Christ devient elle-même le temple du Saint-Esprit (1 Corinthiens 6.19 « Ne savez-vous pas que votre corps est le temple du Saint-Esprit qui est en vous », Pierre 2.5 et Apocalypse 1.7).
D'autres chrétiens interprètent la prophétie différemment : dans Aggée 2:3, la « gloire ancienne » de la Maison fait clairement référence au Temple construit par Salomon. Donc, comme la gloire de l'endroit dénommé « cette Maison » dans le verset 2:9 n'est pas celle du Second Temple, mais du Premier, il n'y a aucune raison de penser que la gloire à venir est celle du Second : il pourrait donc s'agir de celle du Troisième Temple prophétisé par Ezéchiel. Ainsi, la prophétie d'Aggée se rapporterait au Temple qui sera érigé lors du Royaume messianique. Si cette explication est commune parmi les tenants des doctrines dispentionnalistes et prémilliénalistes, elle est rejetée par ceux de l'amillénialisme et du postmillénialisme.
La Gloire de Dieu citée dans le livre d'Aggée fait de fait référence aux versets 13 et 14 de 2 Chroniques 5 qui dit : « la maison de l'Éternel fut remplie d'une nuée. Les sacrificateurs ne purent pas y rester pour faire le service, à cause de la nuée ; car la gloire de l'Éternel remplissait la maison de Dieu ». Conformément à ces versets, la gloire de Dieu fait référence à la nuée qui guida les Hébreux dans le désert, c'est-à-dire à la manifestation de la personne du Saint-Esprit. Le prophète Aggée faisant référence à la première maison et donc au Temple fait de la main des hommes (Premier et Deuxième temples) dit que la gloire à venir sera plus grande que la première, c'est-à-dire la présence du Saint-Esprit dans ce nouveau Temple (qui serait le troisième) sera plus grande que la première.
La Gloire, c'est-à-dire la Présence du Saint-Esprit à venir serait affirmée comme plus grande dans cette maison (ce nouveau temple qui est une personne, Croyant né de nouveau) que dans la première (l'ancien temple, fait de pierres : affirmation néo-testamentaire confirmée par les prophètes vétéro-testamentaires, cf. Esaïe 54). Cette interprétation du « Nouveau Temple » par les Épîtres et le Nouveau Testament (apôtres et évangélistes Paul, Pierre et Jean principalement) sont la seule explication dans le christianisme au récit selon lequel « Jésus leur répondit : Détruisez ce temple, et en trois jours je le relèverai. » (Jean 2.19), parole qui lui sera reprochée par deux témoins concordants lors de son procès religieux (Matthieu 26.59-61).

## Musique
- Élisabeth Jacquet de La Guerre, Le Temple rebâti, cantate spirituelle EJG 32.